# Ricoh Synchrofax
Das Ricoh Synchrofax ist ein japanisches Diktiergerät aus dem Jahr 1959, das als das 3M Sound Page (Model 627AA und 627AG) im Jahr 1974 als offizielles Lehrmaterial im US-Bundesstaat Oklahoma wiederaufgelegt wurde. Es wird auch als Sound Paper (Schallpapier) bezeichnet. Erfinder ist Sakae Fujimoto, der 1959 die Patente US3074724A und US3046357A dazu einreichte.

## Technik
Das von Ricoh produzierte Gerät benutzt rückseitig magnetisch beschichtetes Papier, das mit drei Perforierungen auf dem Gerät positioniert wird. Ein Tonkopf wird auf einer sich drehenden Scheibe spiralförmig von außen nach innen bewegt. Pro Seite können bis zu vier Minuten aufgezeichnet werden. Mikrofon, Kopfhörer und Aufzeichnungskontrolle („Monitor“) werden über 3,5er Klinkenstecker angeschlossen.
Das Gerät wiegt 5,7 kg, hat 11 Bipolartransistoren und Abmessungen von 270×140×375 mm (= 10,6×5,5×14,8 ").
Im Jahr 1973 kostete das 3M-Gerät für Schulen 299 US-Dollar, was heute 1.823 USD entsprechen würde.